# 491-es főút (Magyarország)
A 491-es számú főút másodrendű főút Szabolcs-Szatmár-Bereg vármegye keleti részén; Győrtelektől húzódik Tiszabecsig és az ukrán határig.

## Nyomvonala
Mátészalkától mintegy 10 kilométerre keletre, Győrtelek lakott területén ágazik ki a 49-es főútból, a fő iránya kisebb-nagyobb eltérésektől eltekintve szinte végig kelet-északkeleti. Tunyogmatolcs a következő települése, ott kiágazik belőle Szamosszeg felé a 4120-as út, továbbá a település belső útjaiként a 41 326-os és 49 157-es utak. Két nagyobb hídja is van itt, melyekkel előbb a Szamos egy holtágát íveli át, majd a főágat keresztezi.
Fehérgyarmat a következő települése, melynek központjában körforgalmú csomópontban keresztezi a Beregdaróc-Csengersima közti 4127-es utat, alsóbbrendű útként pedig a városban ágazik ki belőle a 49 158-as út is. Penyige előtt egy újabb Szamos-holtág felett halad át, a község központjában pedig a Túristvándin át Tiszabecsre vezető 4129-es út ágazik ki belőle.
Penyige után Mánd határai között folytatódik, de lakott területeket nem nagyon érint, a község belterületébe a 4132-es út vezet, amely innen Rozsályig húzódik. Ezután méterekre megközelíti Nemesborzova határszélét és átszeli Kisszekeres egy lakatlan külterületét is, de ennél jobban egyik községet sem érinti, a következő lakott helye Fülesd, ahol beletorkollik a Zsarolyántól odáig húzódó 4133-as út.
Mintegy 27 kilométer megtétele után ér Kölcsére, ahol keresztezi a Túr egy mellékágának folyását, a központban pedig egy körforgalmú csomóponton halad át, amelybe a Szatmárcseke felől érkező 4131-es út torkollik bele. A Túr főágát a következő település, Sonkád keleti szélén keresztezi, ugyanott kiágazik belőle a 4139-es út Kispalád felé. Tiszabecs az utolsó települése, ott előbb visszatorkollik bele a 4129-es út, majd keresztezik egymást a Gacsálytól odáig húzódó 4143-as úttal. Az országhatár elérésével ér véget.

## Települései

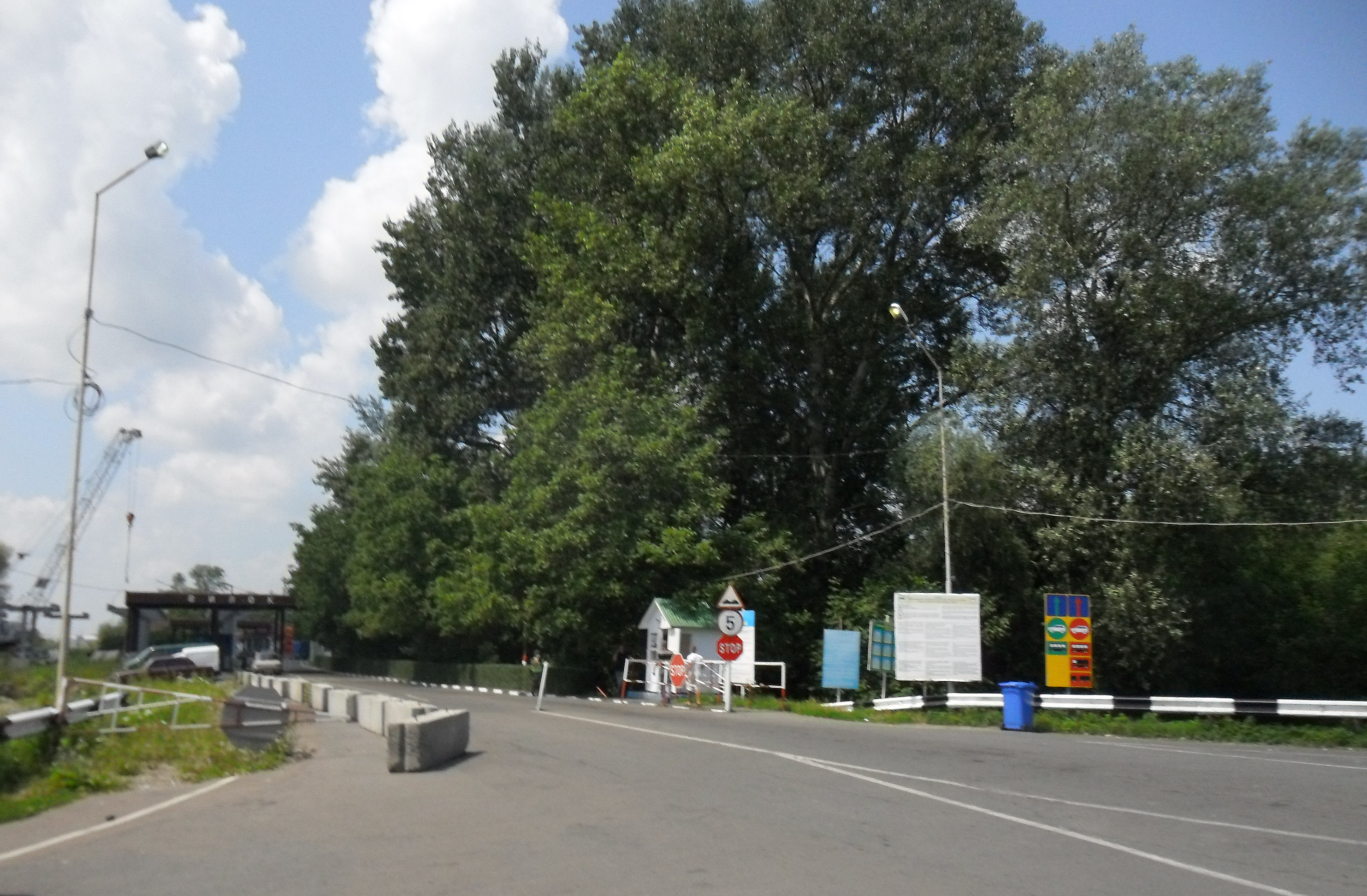
A 491-es főút a tiszabecsi határátkelőnél

- Győrtelek
- Tunyogmatolcs
- Fehérgyarmat
- Penyige
- Mánd
- (Kisszekeres)
- Fülesd
- Kölcse
- Sonkád
- Tiszabecs

## Története
1934-ben a kereskedelem- és közlekedésügyi miniszter 70 846/1934. számú rendelete a Győrtelek és Fehérgyarmat, illetve Fülesd és Tiszabecs közti szakaszát is harmadrendű főúttá nyilvánította, a Mátészalka–Tiszabecs közti 371-es főút részeként (a közbeeső részen az akkori főút még Zsarolyánon és Vámosoroszin keresztül vezetett). Majdnem ugyanígy tüntette fel a vonalvezetését egy dátum nélküli, feltehetőleg 1949 körül készült térkép is, csak ott (számtartománybeli változás miatt) az útszámozás már 475-ös volt, s az így jelölt útvonal Mátészalkától vezetett az országhatárig.
1970-ben nem minősült főútnak, legalábbis a Kartográfiai Vállalat akkor kiadott, 1:525 000 léptékű Magyarország autótérképe tanúsága szerint. Feltehető, hogy csak 1982-ben minősítették vissza főúttá: addig az évig ugyanis ez az útvonal Tunyogmatolcs és Fehérgyarmat között a maitól eltérő, kissé délebbre húzódó nyomvonalat követett. A Szamost ugyanis egy olyan hídon keresztezte, amely egyidejűleg vasúti forgalmat is bonyolított, és rossz állapota miatt komoly sebességkorlátozásokkal lehetett csak közlekedni rajta.
A korábbi tunyogmatolcsi vasúti-közúti híd 1925-ben épült, három medernyílású hídként, miután pedig a második világháborúban a Tunyogmatolcs felőli két hídszegmenset felrobbantották, helyreállítása csak úgy volt lehetséges, hogy az épen maradt hídszegmenset középre húzták, a fennmaradó szakaszokon pedig fa jármokra támaszkodó provizóriumokkal biztosították az átkelést. Ezeket az ideiglenes szerkezeteket 1960-ra sikerült tartósabb szerkezettel kiváltani, de így is súly-, illetve 10 kilométer/órás sebességkorlátozást kellett előírni.
A két nyomvonal különválasztása után az új tunyogmatolcsi közúti hidat (a régitől mintegy 1,2 kilométerre északnyugatra) 1982. augusztus 18-án avatták fel, már a 491-es főút részeként, az új vasúti hidat bő négy évvel később, (közvetlenül a régi híd északi oldalán) 1986. november 4-én adták át a forgalomnak; a korábbi átkelőt pedig 1987-ben, a pilléreit kivéve le is bontották. Az új, 3 nyílású, előregyártott vasbeton lemezzel együtt dolgozó acéltartós közúti mederhíd tervezője az Út- és Vasútépítési Tervező Vállalat, főtervezője Néveri Imre volt.
A régi nyomvonal tunyogmatolcsi szakasza ma alsóbbrendű útként a 49 157-es, jobb parti, nagyrészt fehérgyarmati területen húzódó szakasza pedig a 49 158-as útszámozást viseli.